# 小行星4179
小行星4179 （4179 Toutatis）是一颗阿波罗型艾琳达族小行星，同时也是一颗火星轨道穿越小行星。

## 特征
小行星4179的轨道和木星形成3：1的轨道共振，和地球形成1：4的轨道共振。由于它的轨道倾角非常低（只有0.47°），公转周期大约是4年，因此小行星4179频繁接近地球，目前它接近地球的距离最近可以达到0.006个天文单位，只是地月距离的2.3倍。2004年9月29日，小行星4179非常接近地球，仅有0.0104天文单位（地球到月亮距离的4倍），其视星等最亮达到8.9等，提供了一个很好的观测机会。小行星4179最近一次靠近地球发生在2012年12月12日06:40 UT，距离18个地月距离，视星等为10等。 由于小行星4179的轨道倾角低，在它表面经常可以看到内行星如水星、金星、地球和火星凌日的现象。地球最近一次凌日是在2012年12月，下次是发生在2016年和2020年。
它的自转是由两种不同周期性的自转结合起来而形成的一种非周期性结果。如果现在有人在小行星4179表面的话，他看到太阳升起和降落的地点和时间都是随机的。
小行星4179第一次被看到是在1934年2月10日，当时被记为1934 CT，但很快就丢失了。直到1989年1月4日，法国天文学家克里斯蒂安·波拉斯才再次发现它，并以凯尔特神话中的战神图塔蒂斯命名。图塔蒂斯因为在法国动画片《阿斯泰利克斯历险记》中经常被高卢村长Vitalstatistix召唤出来而在欧洲文化圈非常有名。
雷达图象显示，小行星4179是一个形状非常不规则的天体，分成两个明显的分叶，最大的宽度分别是4.6千米和2.4千米。据推测，它本来是两颗不同的小行星，在某个时候结合在一起而形成一个被比喻为碎石堆的小行星。

## 双重共振和混沌行为
小行星4179和木星形成3：1的轨道共振，和地球形成1：4的轨道共振。即它围绕太阳公转一周时，地球刚好公转了四周，而木星则公转了1/3周。由于它的双重共振行为产生的引力扰动导致其轨道特征的比较混乱，因此对它轨道的预测准确性会随着时间的推移而减低。目前以李雅普诺夫指数的方法只能预测50年内的情况。因此估计小行星4179的位置和撞击地球的危险不可能超越这个时间界限。

## 撞击危险

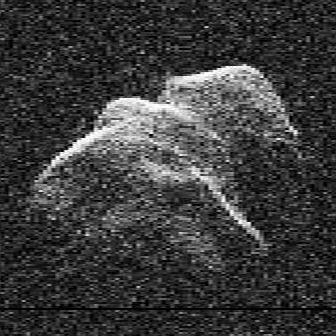
1996年NASA拍下的小行星4179照片

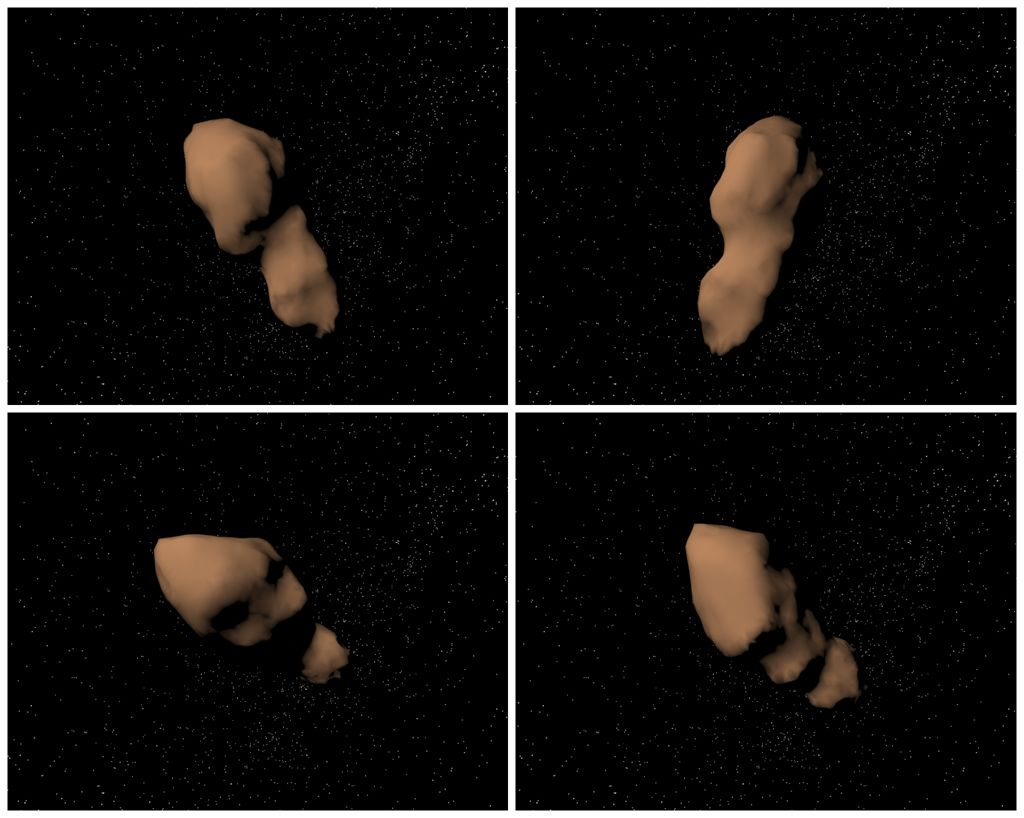
小行星4179不同面的3D模型

2004年9月，小行星4179与地球擦身而过的现象导致公众的担心其是否会在将来某一刻撞击地球。 
我们可以将地球和小行星4179想象成在两条不同赛道的两部赛车，赛道代表其轨道，这样可以更形象地描述两者的碰撞危险。如果小行星4179的赛道为1.5千米长、1.2千米宽的话，地球的赛道则是直径为600米长的圆形赛道，位于小行星赛道的内侧，两条赛道在小行星赛道的一侧交汇。当两部赛车接近时，将会以3.2米（或赛车的三分之二长）以内的间距擦身而过，理论上的最近距离可能是在1.8米以内。其实这个假设是有错误的，实际上小行星的轨道在空间上是不确定的，在未来可能会受到扰动，而且真正的轨道是三维的。
然而，小行星4179碰撞地球的可能性是非常小。作为一个行星轨道穿越天体，它在未来成千上万年后可能会在行星引力的作用下离开太阳系，留给它撞击地球的机会并不多。

## 探测
2012年4月15日，中国月球探测器嫦娥二号在完成月球探测任务后前往小行星4179进行探测。 北京时间2012年12月13日16时30分09秒，嫦娥二号在距地球约700万公里远的深空掠过小行星4179，最近距离仅为3.2公里。这是中国第一次对小行星进行探测，中国也成为继美国、欧空局和日本后，第四个对小行星实施探测的国家或组织。此次任务也是迄今距离最近的小行星飞掠任务。